# 松本研
松本 研（まつもと けん、1951年12月3日 - ）は、日本の政治家。自由民主党所属の横浜市会議員（8期）。第49代横浜市会議長。

## 経歴
神奈川県横浜市中区生まれ。横浜市立本町小学校、浅野中学校・高等学校、関東学院大学経済学部経営学科を卒業。大学卒業後は、医薬品販売会社や病院、診療所での勤務を経験した。
1996年10月に、横浜市会議員補欠選挙（中区）に立候補し、初当選した。以降連続8期当選。2017年5月には、横浜市会議長に就任した。